# Генерал-фельдцейхмейстер
Генерал-фельдцейхмейстер (нім. Generalfeldzeugmeister) — військове звання, титул та чин в Російській імперії 1796—1917 та низці європейських країн. Головний начальник артилерії в російській, прусській (до 1757) і німецькій (19 — поч. 20 ст.) арміях (від нім. Feldzeug — гармата).
У Російській імперії посада заснована в 1699 і присвоєна начальникові Пушкарського наказу царевичеві О. А. Імеретинському; права встановлені Військовим статутом 1716. У 19 — початку 20 століть генерал-фельдцейхмейстер завідував особовим складом артилерії, стройовою підготовкою, навчальною частиною.
З 1798 посаду генерал-фельдцейхмейстера зазвичай обіймав один зі членів імператорського роду та вона мала почесний характер. З 1909 була незаміщеною.
Чин скасований 16 (29) грудня 1917 року декретом Ради Народних Комісарів «Про зрівняння всіх військовослужбовців в правах».